# Gran incendi de Chicago
El Gran incendi de Chicago va començar al dia 8 d'octubre de 1871, a l'estable que Patrick O'Leary i la seva esposa tenien darrere casa seva, 137 del carrer DeKoven, en el sector oest de Chicago. No se sap del cert què va provocar l'incendi.

## Chicago el 1871
La ciutat va créixer de 35 habitants en 1833 a 300.000 en 1871, amb edificis de parets i sostres de fusta, incloent les portes i finestres. Els edificis del centre de la ciutat també eren de fusta i arribaven a 6 pisos d'altura. Chicago tenia 90 km de carrers pavimentats amb trossos de pi i 1000 km de voreres de fusta. Tots el ponts eren de fusta i el vaixells que navegaven pel riu de Chicago eren de fusta. Es calcula que 40.000 de 60.000 dels edificis eren de fusta.
La ciutat disposava de 172 casetes d'alarma per telègraf connectades a una central situada al Palau de Justícia, i una patrulla de bombers de guàrdia. En aquella època hi havia campanyes contra els incendis, però eren deficients. La primera setmana del mes Chicago va patir 28 incendis de consideració, i probablement si els bombers en el moment de l'incendi dels O'Leary no estiguessin apagant altres incendis s'hauria pogut evitar el desastre.

## Origen
El foc va començar a les 21:00 h del diumenge 8 d'octubre, en o al voltant d'un petit estable que vorejava el carreró darrere del carrer 137 Dekoven. L'explicació tradicional de l'origen de l'incendi és que va ser iniciat per una vaca que va llançar una llanterna pel terra del graner de Patrick i Catherine O'Leary. En 1893, Michael Ahern, el reporter que va escriure la notícia dels O'Leary, va admetre que era inventada. Tot i això, la senyora O'Leary va insistir que la seva família estava dormint quan es va iniciar el foc. Hi ha una altra versió que diu que possiblement l'incendi el causar Dennis Sullivan, un hoste dels O'Leary. Solia estar borratxo i va causar aquest accident, quan, en anar a beure alcohol a l'estable d'amagat, va tenir problemes al voler encendre la pipa. L'únic que es pot assegurar és que l'incendi va començar a l'estable dels O'Leary. El graner va ser el primer edifici per a ser consumit pel foc, però l'informe oficial no en va poder determinar la causa exacta.

## L'incendi

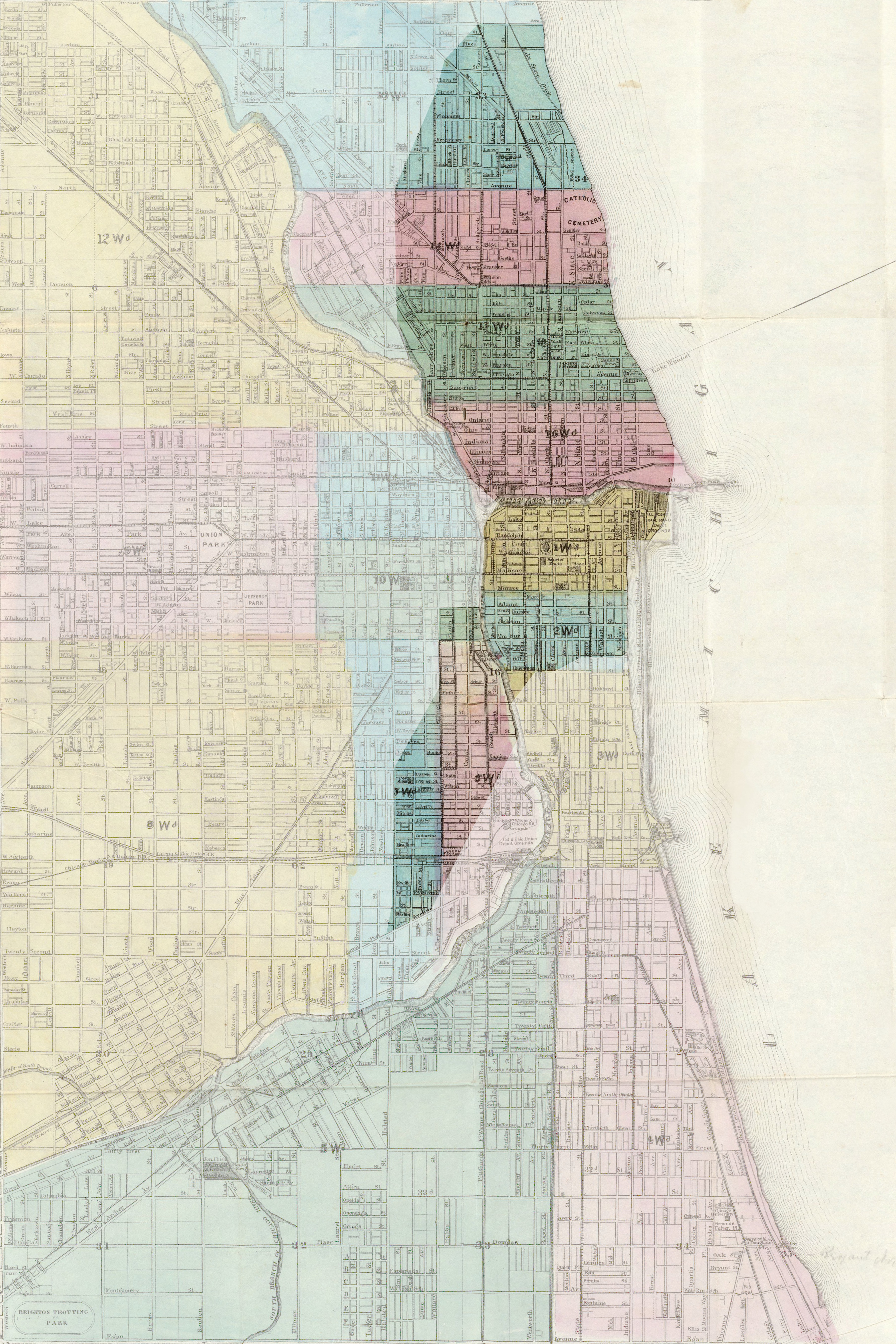
Zona afectada per l'incendi.

Els veïns van alertar als O'Leary cap a les 22:45 de la nit. Hi va haver un veí, William Lee, que va córrer fins a la caseta més propera d'alarma. William Lee va arribar a la caseta d'alarma a les 21:00 però, per raons desconegudes l'avís no es va emetre de seguida al Palau de Justícia, seu de l'alarma contra els incendis. No va ser fins 20 minuts després quan un vigilant va advertir del foc.
William Brown, l'encarregat del telègraf aquella nit, va veure una resplendor al carrer DeKoven, però no li va donar importància perquè es pensa que eren calius d'un incendi de la nit anterior. Mathias Schaffer, el vigilant que estava en el punt més alt de la torre no va ser fins a les 21:30 que no fer sonar l'alarma, i a sobre, va indicar el lloc equivocat. A les 21:40 van arribar els bombers, però llavors el foc ja era molt intens. A més, hi havia un vent suau que encara dificultava més les coses.
A les 22:00 va desaparèixer l'esperança d'aturar el foc l'incendi de seguida: el vent arrossegava espurnes i brases. El campanar de l'església de Sant Pau va començar a cremar-se. Al costat de l'església hi havia una fàbrica de mobles juntament amb grans quantitats de materials inflamables. A partir de llavors, era molt difícil aturar el foc que s'estenia cap al nord perquè el vent bufava cap al nord.
A les 23:30 l'incendi va travessar el riu i les esperances que el riu pogués contenir l'incendi va desaparèixer. Més tard, el foc ja cremava tavernes i altres edificis del Conley's Patch. Una vegada carbonitzat aquest barri va començar a cremar el districte comercial, al centre de Chicago. Un per un, els millors edificis es van cremar, entre ells, l'edifici de correus, alguns hotels com el Gran Pacific o el Teatre d'Òpera de Crosby, acabat de renovar.
El foc va arribar fins al Palau de Justícia (l'edifici on es controlaven els incendis). Cap a la 1:30 va caure la campana que avisava dels incendis pel foc. En aquell moment el centre de Chicago era un caos. Per tot arreu hi havia pols, fum, flames, calor i edificis ensorrats. Els bombers aquella nit no van tenir gaire sort. Tot i això, van mullar els molins i van evitar que el foc es propagués a l'oest. Molts pensaven que el riu evitaria que el foc arribés als elegants barris del nord, però no va ser així. A la matinada de dilluns, el foc va arribar a les cases del costat del riu.
Mentrestant el foc va cremar un planta de distribució de l'aigua, cosa que va provocar que no disposessin de gaire aigua. Chicago havia perdut el cor del sistema hidràulic. Ven venir bombers d'altres ciutats molt llunyanes com Milwaukee i Cincinnati, però en no tenir aigua, no van poder fer gran cosa. Van deixar la ciutat a mercè de les flames.
Al sector nord s'havien llevat en veure l'incendi del sector sud. A més, tots els habitants del sector sud havien sortit corrents cap al sector nord. En resum, als carrers hi havia 75.000 ciutadans, de 335.000 habitants que tenia Chicago el 1871. Alguns van fugir cap a l'oest i d'altres cap al nord, cap al parc Lincoln, o l'est, en rumb cap a les platges.
La gent va començar a agafar els objectes més de valor que tenien, i els servents dels més rics enterraven articles valuosos. Els saquejadors, aprofitant l'ocasió, tant professionals com aficionats van robar magatzems i cases. Per tal de mantenir l'ordre a la ciutat, l'alcalde de Chicago, Roswell B. Mason va avisar a l'exèrcit.

## Reconstruint la ciutat
Es calcula que aquest incendi va matar 300 persones, encara que és molt possible que n'hi hagi moltes més; i més de 100.000 es van quedar sense llar. Més de 10,3 km² van ser destruïts pel foc. Es van cremar més de 1.000 hectàrees i les pèrdues van ser de 222 milions de dòlars. Evening Jornal, un diari de Chicago, l'endemà va fer el recompte de les pèrdues: tots els hotels principals cremats, tots els edificis públics destruïts, tots els bancs, els centres d'oci i els grans edificis comercials i també les estacions ferroviàries.
Chicago es va recuperar de la seva tragèdia ràpidament. Als vuit dies ja funcionava la planta hidràulica més important; i el gas arribava del sector oest per tubs provisionals. Els bancs i el negocis van obrir les portes (en tendes de campanya). Alguns comerciants van apujar molt els seus preus.
Roswell B. Mason, l'alcalde de Chicago, passats 4 dies de la tragèdia, a encomanar atendre a la gent que havia perdut casa seva. Van buscar feina a 20.000 persones; van atendre a 90.000 malalts i van vacunar de la verola a 64.000 persones. Al cap d'un mes ja havien construït 5.000 cases per la gent que l'havia perdut. Per xarxes ferroviàries van arribar aliments. Grans ciutats com Nova York van reunir grans quantitats de diners per tal d'ajudar Chicago. Sis setmanes després de l'incident va començar la construcció de 212 edificis de maó i pedra. Al cap d'un any Chicago tenia edificis nous per valor de 40 milions de dòlars i gairebé tots eren millors que els anteriors. De les cendres va sortir una Chicago més forta i més segura.